# Liste der Gesamtweltcupsieger im Klettern

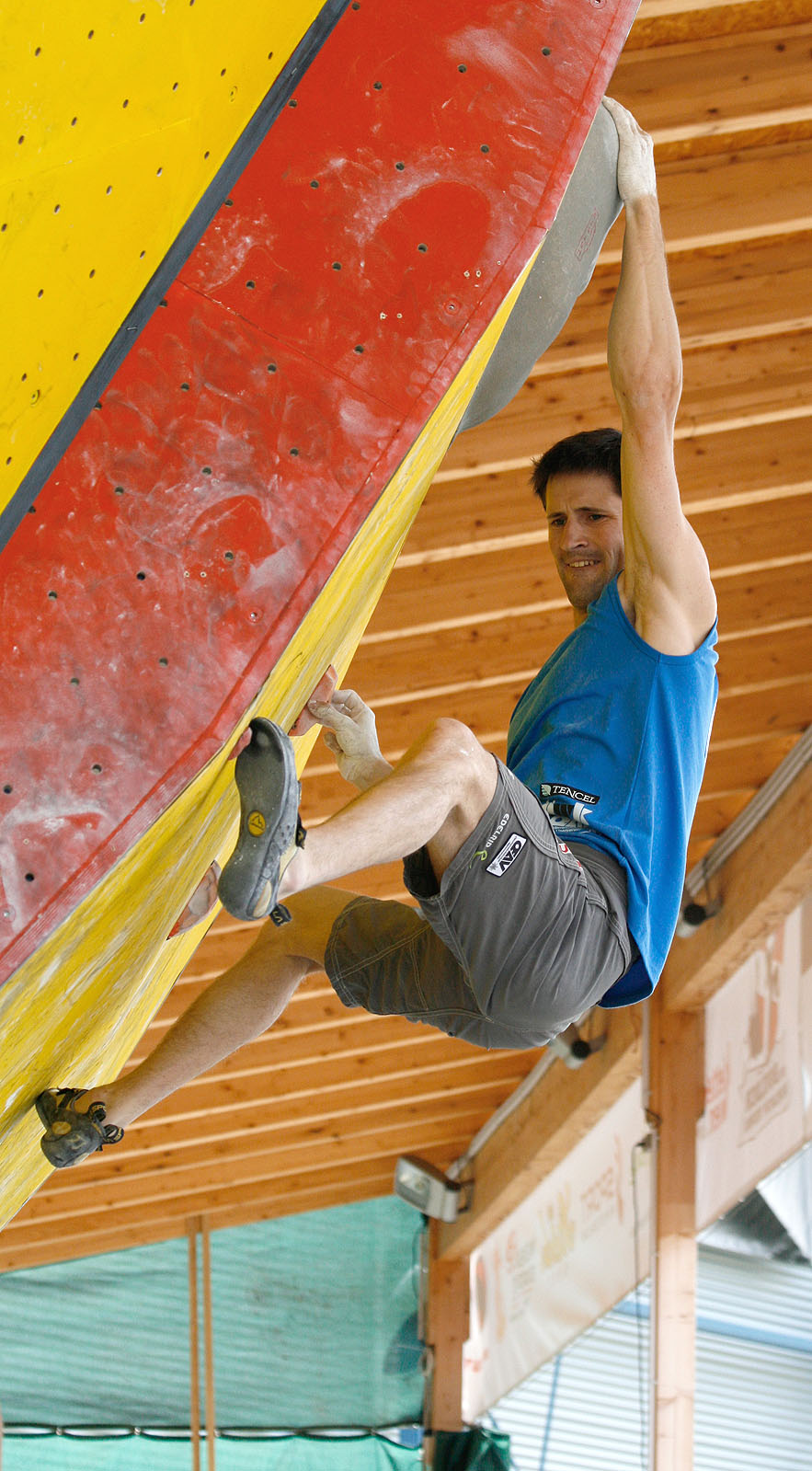
Kilian Fischhuber, erfolgreichster Teilnehmer in der Disziplin Bouldern

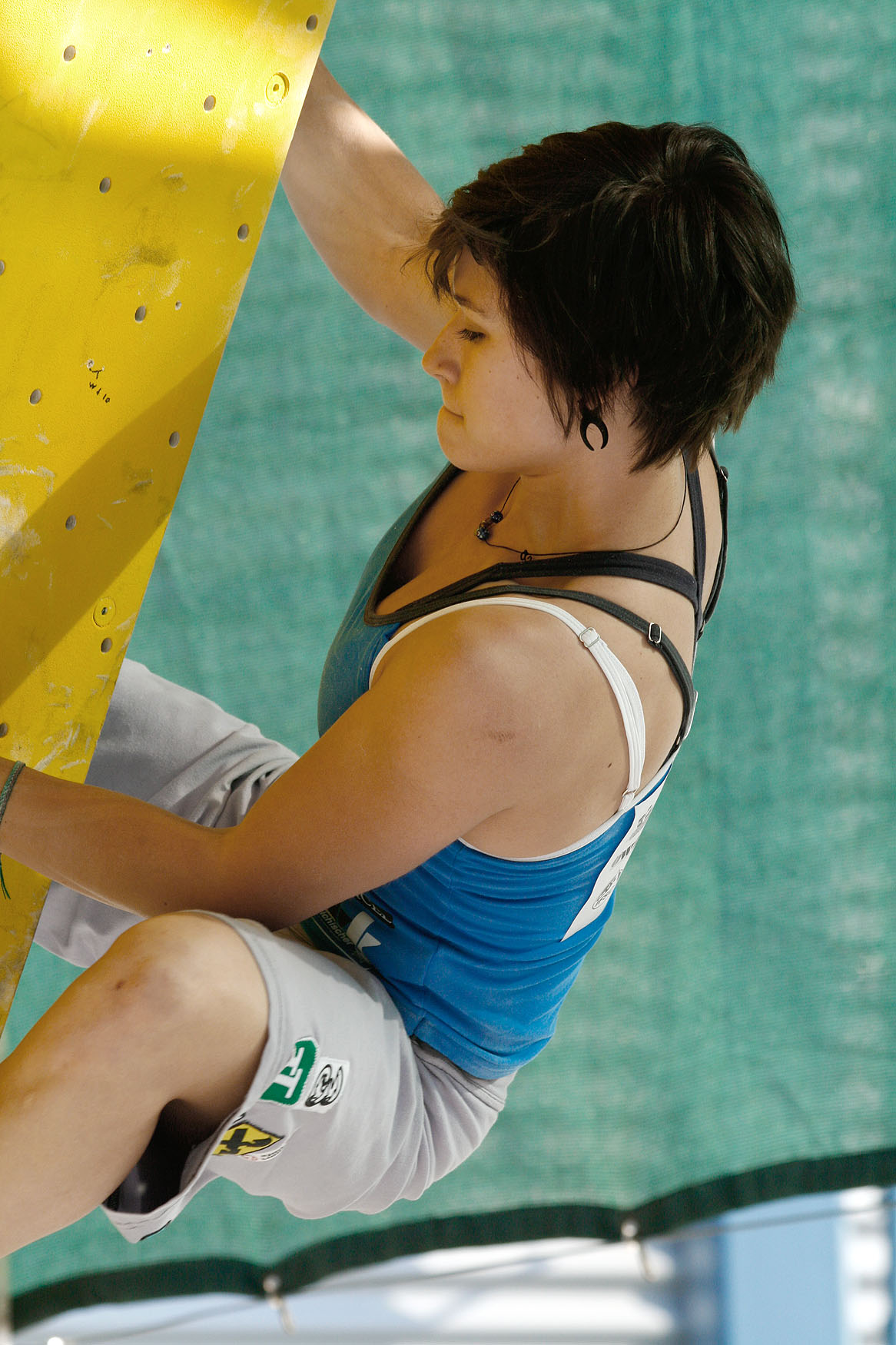
Jüngste Weltcupsiegerin: Johanna Ernst beim Weltcup in Wien 2010

Die Liste der Gesamtweltcupsieger im Klettern verzeichnet alle Gesamtsieger sowie die Zweit- und Drittplatzierten der Kletterweltcups in den drei Disziplinen Lead (auch: Schwierigkeitsklettern, Vorstieg), Bouldern sowie Speed seit dem ersten offiziellen Weltcup 1989.
Das Gesamtergebnis, wie es in dieser Liste dargestellt ist, ergibt sich aus der Zusammensetzung der Ergebnisse der einzelnen Weltcup-Veranstaltungen (siehe Liste der Weltcupsieger im Klettern).

## Rekorde
Altersrekorde
- Jüngste Gesamtsiegerin: Johanna Ernst gewann 2008 einen Tag vor ihrem sechzehnten Geburtstag den Gesamtweltcup im Schwierigkeitsklettern.
- Älteste Gesamtsiegerin: Der US-Amerikanerin Robyn Erbesfield gelang es 1995 im Alter von 32 Jahren und sieben Monaten die Gesamtwertung im Schwierigkeitsklettern zu gewinnen.

Gesamtsiege
- Meiste Gesamtsiege: Janja Garnbret konnte sechsmal den Gesamtsieg erreichen (fünfmal im Schwierigkeitsklettern und einmal im Bouldern). Drei weitere Kletterer konnten Gesamtweltcups in zwei verschiedenen Disziplinen für sich entscheiden: Liv Sansoz, Adam Ondra und Sorato Anraku, jeweils im Schwierigkeitsklettern und Bouldern.
- 2023 schaffte es Sorato Anraku als Erster in einer Saison sowohl den Gesamtsieg im Bouldern, als auch im Lead zu erringen.
- Meiste Gesamtsiege in Folge: François Legrand gewann zwischen 1990 und 1993 sowie Robyn Erbesfield zwischen 1992 und 1995 die Gesamtwertung in der Disziplin Lead je viermal in Folge.
- Meiste Podestplätze in Folge: Kilian Fischhuber war neun Jahre (von 2004 bis 2012 im Bouldern) und Muriel Sarkany acht Jahre (von 1997 bis 2004 im Lead) durchgehend unter den ersten drei. Sandrine Levet gelang dies in den beiden Disziplinen Lead und Bouldern zusammengenommen zwischen 1999 und 2006, sie erreichte insgesamt zehnmal eine Podestplatzierung.

Nationenwertung
- Für Frankreich antretende Athleten erreichten insgesamt über alle drei Disziplinen gerechnet 32 Gesamtweltcups, 29 zweite und 29 dritte Plätze, womit sie die erfolgreichste Nation sind (Stand: Ende 2017).

## Legende für alle Listen
- Jahr: Gibt die jeweilige Weltcupsaison an.
- Platz: Gibt die jeweilige Reihenfolge an, sortiert nach Anzahl der Siege. Bei gleicher Zahl an Siegen zählen die zweiten Plätze, dann die dritten Plätze. In den Tabellen der Kletterer sind Gleichplatzierte nach dem Jahr ihres ersten Erfolges geordnet.
- Name: Nennt Vor- und Nachnamen des Kletterers.
- Nation: Nennt die Nation für die der jeweilige Athlet startet. Bei den Übersichten über die Gesamtsieger wird die Nationalität durch das vor dem Namen stehende Fahnensymbol angezeigt.
- Von/Bis: Gibt das jeweilige Jahr der ersten beziehungsweise letzten Podestplatzierung an.
- Sieger: Nennt den Sieger oder die Zahl der Gesamtsiege.
- Zweiter: Nennt den Zweitplatzierten oder die Anzahl der zweiten Plätze.
- Dritter: Nennt den Drittplatzierten oder die Anzahl der dritten Plätze.
- Gesamt: Nennt die Summe aller Podestplätze.

## Lead

### Männer
| Jahr | Sieger                   | Zweiter                  | Dritter                        |
| ---- | ------------------------ | ------------------------ | ------------------------------ |
| 1989 | Simon Nadin              | ?                        | ?                              |
| 1990 | François Legrand         | Jacky Godoffe            | Jim Karn                       |
| 1991 | François Legrand         | François Lombard         | Yūji Hirayama                  |
| 1992 | François Legrand         | Luca Zardini             | Jean-Baptiste Tribout          |
| 1993 | François Legrand         | François Petit           | Yūji Hirayama                  |
| 1994 | François Lombard         | François Legrand         | Jean-Baptiste Tribout          |
| 1995 | François Petit           | François Legrand         | Arnaud Petit                   |
| 1996 | Arnaud Petit             | François Petit           | Cristian Brenna                |
| 1997 | François Legrand         | Arnaud Petit             | François Petit                 |
| 1998 | Yūji Hirayama            | Cristian Brenna          | Yevgen Kryvosheytsev           |
| 1999 | François Petit           | François Legrand         | Andreas Bindhammer             |
| 2000 | Yūji Hirayama            | Alexandre Chabot         | Cristian Brenna                |
| 2001 | Alexandre Chabot         | Gérome Pouvreau          | Tomáš Mrázek                   |
| 2002 | Alexandre Chabot         | Tomáš Mrázek             | Gérome Pouvreau                |
| 2003 | Alexandre Chabot         | Ramón Julián Puigblanque | François Auclair               |
| 2004 | Tomáš Mrázek             | Alexandre Chabot         | Flavio Crespi                  |
| 2005 | Flavio Crespi            | Jorg Verhoeven           | Cédric Lachat                  |
| 2006 | Patxi Usobiaga Lakunza   | David Lama               | Flavio Crespi Tomáš Mrázek     |
| 2007 | Patxi Usobiaga Lakunza   | Ramón Julián Puigblanque | Tomáš Mrázek                   |
| 2008 | Jorg Verhoeven           | Tomáš Mrázek             | Ramón Julián Puigblanque       |
| 2009 | Adam Ondra               | Patxi Usobiaga Lakunza   | Sachi Amma                     |
| 2010 | Ramón Julián Puigblanque | Jakob Schubert           | Adam Ondra                     |
| 2011 | Jakob Schubert           | Ramón Julián Puigblanque | Sachi Amma                     |
| 2012 | Sachi Amma               | Ramón Julián Puigblanque | Jakob Schubert                 |
| 2013 | Sachi Amma               | Jakob Schubert           | Ramón Julián Puigblanque       |
| 2014 | Jakob Schubert           | Sean Mccoll              | Adam Ondra                     |
| 2015 | Adam Ondra               | Gautier Supper           | Jakob Schubert                 |
| 2016 | Domen Škofic             | Jakob Schubert           | Romain Desgranges              |
| 2017 | Romain Desgranges        | Stefano Ghisolfi         | Keichiro Korenaga              |
| 2018 | Jakob Schubert           | Stefano Ghisolfi         | Romain Desgranges Domen Škofic |
| 2019 | Adam Ondra               | Alberto Ginés López      | Sean McColl                    |
| 2020 | -                        | -                        | -                              |
| 2021 | Stefano Ghisolfi         | Sean Bailey              | Masahiro Higuchi               |
| 2022 | Luka Potočar             | Taisei Homma             | Jesse Grupper                  |
| 2023 | Sorato Anraku            | Alexander Megos          | Tasei Homma                    |
| 2024 | Toby Roberts             | Shion Omata              | Sorato Anraku                  |

#### Erfolge nach Kletterer
Stand: Ende 2024
| Platz | Name                     | Land       | Von  | Bis  | Sieger | Zweiter | Dritter | Gesamt |
| ----- | ------------------------ | ---------- | ---- | ---- | ------ | ------- | ------- | ------ |
| 01.   | François Legrand         | Frankreich | 1990 | 1999 | 5      | 3       | –       | 8      |
| 02.   | Jakob Schubert           | Österreich | 2010 | 2022 | 3      | 3       | 2       | 8      |
| 03.   | Alexandre Chabot         | Frankreich | 2000 | 2004 | 3      | 2       | –       | 5      |
| 04.   | Adam Ondra               | Tschechien | 2009 | 2022 | 3      | –       | 2       | 5      |
| 05.   | François Petit           | Frankreich | 1993 | 1999 | 2      | 2       | 1       | 5      |
| 06.   | Patxi Usobiaga Lakunza   | Spanien    | 2006 | 2009 | 2      | 1       | –       | 3      |
| 07.   | Yūji Hirayama            | Japan      | 1991 | 2000 | 2      | –       | 2       | 4      |
| 07.   | Sachi Amma               | Japan      | 2009 | 2013 | 2      | –       | 2       | 4      |
| 09.   | Ramón Julián Puigblanque | Spanien    | 2003 | 2013 | 1      | 4       | 2       | 7      |
| 10.   | Tomáš Mrázek             | Tschechien | 2001 | 2008 | 1      | 2       | 3       | 6      |

### Frauen
| Jahr | Sieger                       | Zweiter            | Dritter                      |
| ---- | ---------------------------- | ------------------ | ---------------------------- |
| 1989 | Nanette Raybaud              | Luisa Iovane       | ?                            |
| 1990 | Isabelle Patissier Lynn Hill | –                  | ?                            |
| 1991 | Isabelle Patissier           | Susi Good          | Robyn Erbesfield             |
| 1992 | Robyn Erbesfield             | Isabelle Patissier | Lynn Hill                    |
| 1993 | Robyn Erbesfield             | Susi Good          | Elena Ovtchinnikova          |
| 1994 | Robyn Erbesfield             | Isabelle Patissier | Natalie Richer               |
| 1995 | Robyn Erbesfield             | Laurence Guyon     | Liv Sansoz                   |
| 1996 | Liv Sansoz                   | Laurence Guyon     | Stéphanie Bodet              |
| 1997 | Muriel Sarkany               | Liv Sansoz         | Stéphanie Bodet              |
| 1998 | Liv Sansoz                   | Muriel Sarkany     | Stéphanie Bodet              |
| 1999 | Muriel Sarkany               | Liv Sansoz         | Martina Cufar                |
| 2000 | Liv Sansoz                   | Muriel Sarkany     | Stéphanie Bodet              |
| 2001 | Muriel Sarkany               | Martina Cufar      | Sandrine Levet               |
| 2002 | Muriel Sarkany               | Sandrine Levet     | Martina Cufar                |
| 2003 | Muriel Sarkany               | Sandrine Levet     | Angela Eiter                 |
| 2004 | Angela Eiter                 | Muriel Sarkany     | Alexandra Eyer Natalija Gros |
| 2005 | Angela Eiter                 | Maja Vidmar        | Caroline Ciavaldini          |
| 2006 | Angela Eiter                 | Sandrine Levet     | Caroline Ciavaldini          |
| 2007 | Maja Vidmar                  | Angela Eiter       | Muriel Sarkany               |
| 2008 | Johanna Ernst                | Maja Vidmar        | Mina Markovič                |
| 2009 | Johanna Ernst                | Jain Kim           | Maja Vidmar                  |
| 2010 | Jain Kim                     | Mina Markovič      | Angela Eiter                 |
| 2011 | Mina Markovič                | Jain Kim           | Maja Vidmar                  |
| 2012 | Mina Markovič                | Jain Kim           | Johanna Ernst                |
| 2013 | Jain Kim                     | Mina Markovič      | Momoka Oda                   |
| 2014 | Jain Kim                     | Mina Markovič      | Magdalena Röck               |
| 2015 | Mina Markovič                | Jain Kim           | Jessica Pilz                 |
| 2016 | Janja Garnbret               | Anak Verhoeven     | Jain Kim                     |
| 2017 | Janja Garnbret               | Jain Kim           | Anak Verhoeven               |
| 2018 | Janja Garnbret               | Jessica Pilz       | Jain Kim                     |
| 2019 | Chae-hyun Seo                | Janja Garnbret     | Natsuki Tanii                |
| 2020 | -                            | -                  | -                            |
| 2021 | Janja Garnbret               | Natalia Grossman   | Laura Rogora                 |
| 2022 | Janja Garnbret               | Seo Chae-hyun      | Natalia Grossman             |
| 2023 | Jessica Pilz                 | Janja Garnbret     | Vita Lukan                   |
| 2024 | Jessica Pilz                 | Janja Garnbret     | Ai Mori                      |

#### Erfolge nach Kletterin
Stand: Ende 2024
| Platz | Name               | Land               | Von  | Bis  | Sieger | Zweiter | Dritter | Gesamt |
| ----- | ------------------ | ------------------ | ---- | ---- | ------ | ------- | ------- | ------ |
| 01.   | Muriel Sarkany     | Belgien            | 1997 | 2007 | 5      | 3       | 1       | 9      |
| 02.   | Janja Garnbret     | Slowenien          | 2016 | 2024 | 5      | 3       | –       | 8      |
| 03.   | Robyn Erbesfield   | Vereinigte Staaten | 1991 | 1995 | 4      | –       | 1       | 5      |
| 04.   | Jain Kim           | Südkorea           | 2009 | 2019 | 3      | 5       | 2       | 100    |
| 05.   | Mina Markovič      | Slowenien          | 2008 | 2015 | 3      | 3       | 1       | 7      |
| 06.   | Liv Sansoz         | Frankreich         | 1995 | 2000 | 3      | 2       | 1       | 6      |
| 07.   | Angela Eiter       | Österreich         | 2003 | 2010 | 3      | 1       | 2       | 6      |
| 08.   | Isabelle Patissier | Frankreich         | 1990 | 1994 | 2      | 2       | –       | 4      |
| 09.   | Jessica Pilz       | Österreich         | 2015 | 2024 | 2      | 1       | 1       | 4      |
| 10.   | Johanna Ernst      | Österreich         | 2008 | 2012 | 2      | –       | 1       | 3      |

## Bouldern

### Männer
| Jahr | Sieger               | Zweiter              | Dritter                  |
| ---- | -------------------- | -------------------- | ------------------------ |
| 1998 | Salavat Rakhmetov    | François Petit       | Stephane Julien          |
| 1999 | Christian Core       | Serik Kazbekov       | Jérôme Meyer             |
| 2000 | Pedro Pons           | Salavat Rakhmetov    | Daniel Dulac             |
| 2001 | Jérôme Meyer         | Mauro Calibani       | Daniel Andrada Jimenez   |
| 2002 | Christian Core       | Malcolm Smith        | Jérôme Meyer             |
| 2003 | Jérôme Meyer         | Salavat Rakhmetov    | Daniel Dulac             |
| 2004 | Daniel Dulac         | Kilian Fischhuber    | Jérôme Meyer             |
| 2005 | Kilian Fischhuber    | Jérôme Meyer         | Daniel Dulac             |
| 2006 | Jérôme Meyer         | Kilian Fischhuber    | Gérome Pouvreau          |
| 2007 | Kilian Fischhuber    | Dmitry Sharafutdinov | Stephane Julien          |
| 2008 | Kilian Fischhuber    | David Lama           | Dmitry Sharafutdinov     |
| 2009 | Kilian Fischhuber    | Rustam Gelmanov      | Gabriele Moroni          |
| 2010 | Adam Ondra           | Kilian Fischhuber    | Tsukuru Hori             |
| 2011 | Kilian Fischhuber    | Dmitry Sharafutdinov | Guillaume Glairon Mondet |
| 2012 | Rustam Gelmanov      | Kilian Fischhuber    | Jakob Schubert           |
| 2013 | Dmitry Sharafutdinov | Jakob Schubert       | Sean McColl              |
| 2014 | Jan Hojer            | Dmitry Sharafutdinov | Guillaume Glairon Mondet |
| 2015 | Jongwon Chon         | Jan Hojer            | Adam Ondra               |
| 2016 | Tomoa Narasaki       | Kokoro Fujii         | Alexei Rubzow            |
| 2017 | Jongwon Chon         | Tomoa Narasaki       | Alexei Rubzow            |
| 2018 | Jernej Kruder        | Tomoa Narasaki       | Rei Sugimoto             |
| 2019 | Tomoa Narasaki       | Adam Ondra           | Yoshiyuki Ogata          |
| 2020 | –                    | –                    | –                        |
| 2021 | Yoshiyuki Ogata      | Kokoro Fujii         | Adam Ondra               |
| 2022 | Yoshiyuki Ogata      | Tomoa Narasaki       | Kokoro Fujii             |
| 2023 | Sorato Anraku        | Dohyun Lee           | Tomoa Narasaki           |
| 2024 | Sorato Anraku        | Meichi Narasaki      | Tomoa Narasaki           |

#### Erfolge nach Kletterer
Stand: Ende 2024
| Platz | Name                 | Land       | Von  | Bis  | Sieger | Zweiter | Dritter | Gesamt |
| ----- | -------------------- | ---------- | ---- | ---- | ------ | ------- | ------- | ------ |
| 01.   | Kilian Fischhuber    | Österreich | 2004 | 2012 | 5      | 4       | –       | 9      |
| 02.   | Jérôme Meyer         | Frankreich | 1999 | 2006 | 3      | 1       | 3       | 7      |
| 03.   | Tomoa Narasaki       | Japan      | 2016 | 2023 | 2      | 3       | 1       | 6      |
| 04.   | Yoshiyuki Ogata      | Japan      | 2019 | 2023 | 2      | –       | 1       | 3      |
| 04.   | Christian Core       | Italien    | 1999 | 2002 | 2      | –       | –       | 2      |
| 04.   | Jongwon Chon         | Südkorea   | 2015 | 2017 | 2      | –       | –       | 2      |
| 04.   | Sorato Anraku        | Japan      | 2023 | 2024 | 2      | –       | –       | 2      |
| 08.   | Dmitry Sharafutdinov | Russland   | 2007 | 2014 | 1      | 3       | 1       | 5      |
| 09.   | Salavat Rakhmetov    | Russland   | 1998 | 2003 | 1      | 2       | –       | 3      |
| 010.  | Adam Ondra           | Tschechien | 2010 | 2023 | 1      | 1       | 1       | 3      |

### Frauen
| Jahr | Sieger           | Zweiter          | Dritter          |
| ---- | ---------------- | ---------------- | ---------------- |
| 1998 | Liv Sansoz       | Stéphanie Bodet  | Chloé Minoret    |
| 1999 | Stéphanie Bodet  | Elena Choumilova | Sandrine Levet   |
| 2000 | Sandrine Levet   | Elena Choumilova | Delphine Martin  |
| 2001 | Sandrine Levet   | Myriam Motteau   | Corinne Theroux  |
| 2002 | Nataliya Perlova | Myriam Motteau   | Olga Yakovleva   |
| 2003 | Sandrine Levet   | Olga Bibik       | Nataliya Perlova |
| 2004 | Sandrine Levet   | Olga Bibik       | Yulia Abramchuk  |
| 2005 | Sandrine Levet   | Olga Bibik       | Yulia Abramchuk  |
| 2006 | Olga Bibik       | Juliette Danion  | Anna Stöhr       |
| 2007 | Juliette Danion  | Olga Shalagina   | Natalija Gros    |
| 2008 | Anna Stöhr       | Akiyo Noguchi    | Yulia Abramchuk  |
| 2009 | Akiyo Noguchi    | Anna Stöhr       | Natalija Gros    |
| 2010 | Akiyo Noguchi    | Anna Stöhr       | Chloé Graftiaux  |
| 2011 | Anna Stöhr       | Akiyo Noguchi    | Alex Puccio      |
| 2012 | Anna Stöhr       | Akiyo Noguchi    | Shauna Coxsey    |
| 2013 | Anna Stöhr       | Akiyo Noguchi    | Alex Puccio      |
| 2014 | Akiyo Noguchi    | Shauna Coxsey    | Anna Stöhr       |
| 2015 | Akiyo Noguchi    | Shauna Coxsey    | Miho Nonaka      |
| 2016 | Shauna Coxsey    | Miho Nonaka      | Melissa Le Neve  |
| 2017 | Shauna Coxsey    | Janja Garnbret   | Akiyo Noguchi    |
| 2018 | Miho Nonaka      | Akiyo Noguchi    | Fanny Gibert     |
| 2019 | Janja Garnbret   | Akiyo Noguchi    | Fanny Gibert     |
| 2020 | -                | -                | -                |
| 2021 | Natalia Grossman | Janja Garnbret   | Oriane Bertone   |
| 2022 | Natalia Grossman | Miho Nonaka      | Brooke Raboutou  |
| 2023 | Natalia Grossman | Miho Nonaka      | Brooke Raboutou  |
| 2024 | Natalia Grossman | Oceana Mackenzie | Mao Nakamura     |

#### Erfolge nach Kletterin
Stand: Ende 2024
| Platz | Name             | Land                   | Von  | Bis  | Sieger | Zweiter | Dritter | Gesamt |
| ----- | ---------------- | ---------------------- | ---- | ---- | ------ | ------- | ------- | ------ |
| 1.    | Sandrine Levet   | Frankreich             | 1999 | 2005 | 5      | –       | 1       | 6      |
| 2.    | Akiyo Noguchi    | Japan                  | 2008 | 2021 | 4      | 6       | 1       | 110    |
| 3.    | Anna Stöhr       | Österreich             | 2006 | 2014 | 4      | 2       | 2       | 8      |
| 4.    | Natalia Grossman | Vereinigte Staaten     | 2021 | 2024 | 4      | 0       | 0       | 4      |
| 5.    | Shauna Coxsey    | Vereinigtes Königreich | 2012 | 2021 | 2      | 2       | 1       | 5      |
| 6.    | Miho Nonaka      | Japan                  | 2015 | 2023 | 1      | 3       | 1       | 5      |
| 7.    | Olga Bibik       | Russland               | 2003 | 2006 | 1      | 3       | –       | 4      |
| 8.    | Janja Garnbret   | Slowenien              | 2017 | 2023 | 1      | 2       | –       | 3      |
| 9.    | Stéphanie Bodet  | Frankreich             | 1998 | 1999 | 1      | 1       | –       | 2      |
| 9.    | Juliette Danion  | Frankreich             | 2006 | 2007 | 1      | 1       | –       | 2      |

## Speed

### Männer
| Jahr | Sieger                | Zweiter                   | Dritter               |
| ---- | --------------------- | ------------------------- | --------------------- |
| 1998 | Andrey Vedenmeer      | Vladimir Netsvetaev       | Alexei Kozlov         |
| 1999 | Tomasz Oleksy         | Vladislav Baranov         | Vladimir Zakharov     |
| 2000 | Andrey Vedenmeer      | Iakov Soubbotine          | Vladimir Zakharov     |
| 2001 | Maksym Styenkovyy     | Alexandre Chaoulsky       | Alexander Peshekhonov |
| 2002 | Alexander Peshekhonov | Maksym Styenkovyy         | Sergey Sinitsyn       |
| 2003 | Tomasz Oleksy         | Alexander Peshekhonov     | Iakov Soubbotine      |
| 2004 | Sergey Sinitsyn       | Evgeny Vaytsekhovsky      | Alexander Peshekhonov |
| 2005 | Evgeny Vaytsekhovsky  | Sergey Sinitsyn           | Tomasz Oleksy         |
| 2006 | Evgeny Vaytsekhovsky  | Sergey Sinitsyn           | Alexander Peshekhonov |
| 2007 | Sergey Sinitsyn       | Evgeny Vaytsekhovsky      | Alexander Kosterin    |
| 2008 | Evgeny Vaytsekhovsky  | Sergey Sinitsyn           | Qixin Zhong           |
| 2009 | Sergey Sinitsyn       | Sergey Abdrakhmanov       | Evgeny Vaytsekhovsky  |
| 2010 | Stanislav Kokorin     | Evgeny Vaytsekhovsky      | Libor Hroza           |
| 2011 | Lukasz Swirk          | Sergey Sinitsyn           | Sergey Abdrakhmanov   |
| 2012 | Stanislav Kokorin     | Danylo Boldyrev           | Yaroslav Gontaryk     |
| 2013 | Stanislav Kokorin     | Libor Hroza               | Qixin Zhong           |
| 2014 | Danylo Boldyrev       | Libor Hroza               | Marcin Dzieński       |
| 2015 | Qixin Zhong           | Libor Hroza               | Danylo Boldyrev       |
| 2016 | Marcin Dzieński       | Stanislav Kokorin         | Danylo Boldyrev       |
| 2017 | Vladislav Deulin      | Reza Alipourshenazandifar | Ludovico Fossali      |
| 2018 | Bassa Mawem           | Danylo Boldyrev           | Dmitrii Timofeev      |
| 2019 | Bassa Mawem           | Vladislav Deulin          | Alfian Muhammad       |
| 2020 | -                     | -                         | -                     |
| 2021 | Veddriq Leonardo      | Kiromal Katibin           | Marcin Dzieński       |
| 2022 | Veddriq Leonardo      | Kiromal Katibin           | Long Jinbao           |
| 2023 | Veddriq Leonardo      | Wu Peng                   | Samuel Watson         |
| 2023 | Samuel Watson         | Matteo Zurloni            | Xinshang Wang         |

#### Erfolge nach Kletterer
Stand: Ende 2024
| Platz | Name                  | Land       | Von  | Bis  | Sieger | Zweiter | Dritter | Gesamt |
| ----- | --------------------- | ---------- | ---- | ---- | ------ | ------- | ------- | ------ |
| 1.    | Sergey Sinitsyn       | Russland   | 2002 | 2011 | 3      | 4       | 1       | 8      |
| 2.    | Evgeny Vaytsekhovsky  | Russland   | 2004 | 2010 | 3      | 3       | 1       | 7      |
| 3.    | Stanislav Kokorin     | Russland   | 2010 | 2013 | 3      | 1       | –       | 4      |
| 4.    | Veddriq Leonardo      | Indonesien | 2021 | 2023 | 3      | –       | –       | 3      |
| 5.    | Tomasz Oleksy         | Polen      | 1999 | 2005 | 2      | –       | 1       | 3      |
| 6.    | Andrey Vedenmeer      | Ukraine    | 1998 | 2000 | 2      | –       | –       | 2      |
| 6.    | Bassa Mawem           | Frankreich | 2018 | 2019 | 2      | –       | –       | 2      |
| 8.    | Danylo Boldyrev       | Ukraine    | 2012 | 2018 | 1      | 2       | 2       | 5      |
| 9.    | Alexander Peshekhonov | Russland   | 2001 | 2006 | 1      | 1       | 3       | 5      |
| 10.   | Maksym Styenkovyy     | Ukraine    | 2001 | 2002 | 1      | 1       | –       | 2      |
| 10.   | Vladislav Deulin      | Russland   | 2017 | 2019 | 1      | 1       | –       | 2      |

### Frauen
| Jahr | Sieger             | Zweiter               | Dritter                                      |
| ---- | ------------------ | --------------------- | -------------------------------------------- |
| 1998 | Olga Zakharova     | Alena Ostapenko       | Nataliya Perlova                             |
| 1999 | Olga Zakharova     | Alena Ostapenko       | Zosia Podgorbounskikh                        |
| 2000 | Olena Ryepko       | Olga Zakharova        | Zosia Podgorbounskikh                        |
| 2001 | Olga Zakharova     | Agung Ethi Hendrawati | Zosia Podgorbounskikh                        |
| 2002 | Olena Ryepko       | Mayya Piratinskaya    | Valentina Yurina                             |
| 2003 | Valentina Yurina   | Anna Stenkovaya       | Olena Ryepko                                 |
| 2004 | Tatiana Ruyga      | Anna Stenkovaya       | Agung Ethi Hendrawati                        |
| 2005 | Anna Stenkovaya    | Valentina Yurina      | Olga Evstigneeva                             |
| 2006 | Tatiana Ruyga      | Valentina Yurina      | Anna Stenkovaya                              |
| 2007 | Tatiana Ruyga      | Svitlana Tuzhylina    | Anna Stenkovaya                              |
| 2008 | Edyta Ropek        | Olena Ryepko          | Svitlana Tuzhylina                           |
| 2009 | Edyta Ropek        | Anna Stenkovaya       | Valentina Yurina                             |
| 2010 | Yuliya Levochkina  | Ksenia Alekseeva      | Edyta Ropek                                  |
| 2011 | Edyta Ropek        | Maria Krasavina       | Alina Gaydamakina                            |
| 2012 | Alina Gaydamakina  | Yuliya Levochkina     | Maria Krasavina                              |
| 2013 | Alina Gaydamakina  | Julija Kaplina        | Aleksandra Rudzinska                         |
| 2014 | Maria Krasavina    | Julija Kaplina        | Anouck Jaubert                               |
| 2015 | Maria Krasavina    | Anouck Jaubert        | Julija Kaplina                               |
| 2016 | Julija Kaplina     | Anouck Jaubert        | Klaudia Buczek                               |
| 2017 | Anouck Jaubert     | Julija Kaplina        | Maria Krasavina                              |
| 2018 | Anouck Jaubert     | Aries Susanti Rahayu  | Julija Kaplina                               |
| 2019 | Yiling Song        | Anouck Jaubert        | Aries Susanti Rahayu                         |
| 2020 | -                  | -                     | -                                            |
| 2021 | Emma Hunt          | Patrycja Chudziak     | Jekaterina Baraschtschuk Aleksandra Mirosław |
| 2022 | Aleksandra Kałucka | Emma Hunt             | Natalia Kałucka                              |
| 2023 | Natalia Kałucka    | Aleksandra Mirosław   | Lijuan Deng                                  |
| 2023 | Lijuan Deng        | Natalia Kałucka       | Jimin Jeong                                  |

#### Erfolge nach Kletterin
Stand: Ende 2024
| Platz | Name              | Land       | Von  | Bis  | Sieger | Zweiter | Dritter | Gesamt |
| ----- | ----------------- | ---------- | ---- | ---- | ------ | ------- | ------- | ------ |
| 1.    | Olga Zakharova    | Ukraine    | 1998 | 2001 | 3      | 1       | –       | 4      |
| 2.    | Edyta Ropek       | Polen      | 2008 | 2011 | 3      | –       | 1       | 4      |
| 3.    | Tatiana Ruyga     | Russland   | 2004 | 2007 | 3      | –       | –       | 3      |
| 4.    | Anouck Jaubert    | Frankreich | 2014 | 2019 | 2      | 3       | 1       | 6      |
| 5.    | Maria Krasavina   | Russland   | 2011 | 2017 | 2      | 1       | 2       | 5      |
| 6.    | Olena Ryepko      | Ukraine    | 2000 | 2008 | 2      | 1       | 1       | 4      |
| 7.    | Alina Gaydamakina | Russland   | 2011 | 2013 | 2      | –       | 1       | 3      |
| 8.    | Anna Stenkovaya   | Russland   | 2003 | 2009 | 1      | 3       | 2       | 6      |
| 8.    | Julija Kaplina    | Russland   | 2013 | 2018 | 1      | 3       | 2       | 6      |
| 10.   | Valentina Yurina  | Russland   | 2002 | 2009 | 1      | 2       | 2       | 5      |